# Республіка
Респу́бліка (від лат. res publica — справа громади) — форма державного правління, за якої верховна влада у державі (суверенітет) належить народу, а верховні органи державної влади обираються на певний термін, з окресленими законом повноваженнями; існує поділ влади на гілки: законодавчу, виконавчу, судову.
Республіка відмінна від монархії — форми державного правління, при якій верховна державна влада належить одній особі — монарху, передається у спадок (або через вибори, в елекційній монархії). Сувереном у монархії є не народ, а монарх.
Народ у республіці — громадяни, у монархії — піддані.
На 2016 рік, в назві 134 країн світу зі 199 міститься слово «Республіка».

## Історія терміна
Термін лат. res publica — справа громади — походить з латинської мови. Зустрічається в працях Арістотеля. У його розумінні, цей термін використовувався для позначення держави. Він виокремив республіку двох видів: аристократія та демократія, і поряд з ним виникає ще один самостійний термін олігархія. Олігархія — породжена від аристократії.
У демократичних республіках суверенітет належить народу, тобто всім вільним громадянам чоловічої статі. В аристократичних та олігархічних республіках влада належить тільки привілейованим громадянам.
У Північній Італії в середньовіччі міста або держави за формою правління були або комунами, або сеньйоріями. У пізньому середньовіччі вчені-гуманісти, письменники-історики та літописці, наприклад, Джованні Віллані, почали аналізувати й замислюватися, звідки пішли ці держави, чим вони відрізняються від інших форм державного правління. Середньовічні автори для опису вільних громадян використовували термін лат. LibertasPopuli — вільні люди (лат. res publica).
У XV столітті починається відновлення інтересу до праць стародавніх римлян, і, як наслідок, змінюється термінологія: тепер використовують класичну термінологію. Для опису держави з вільними людьми автори, в тому числі і Леонардо Бруні, вводять у вжиток латинську фразу «республіка» (лат. Respublica).
Уперше вжив слово «республіка» в його сучасному значенні форми держави видатний політичний діяч Нікколо Макіавеллі.
У філософії Канта термін «республіка» не слугує для позначення певної форми державного правління, а скоріше виступає в ролі ідеалу розвитку державного устрою.
У роботі Руссо «Про суспільний договір, або Принципи політичного права», йдеться мова про те, що держава може виникнути тільки в результаті договору вільних людей. Він називає «республікою» будь-яку державу, керування якою здійснюється за допомогою законів, але не має значення тип керування в цій державі.

## Ознаки
Республіці властиві такі риси:
- Існування одноосібного і колегіального глави держави — президента або дожа і парламенту.
- Парламент представляє законодавчу владу.
- Завдання президента — очолювати виконавчу владу, але це характерно не для всіх типів республік.
- Виборність на певний термін глави держави і інших верховних органів державної влади. Так, президент і парламент повинні обиратися народом на певний термін.
- Юридична відповідальність глави держави. Наприклад, згідно із більшістю конституцій, у парламенту є право звільнення від посади президента за тяжкі злочини проти держави (імпічмент).
- У випадках, передбачених конституцією, право представляти і виступати від імені держави має президент.
- Відповідальність вищих органів держави за виконання своїх повноважень перед народом або вищим представницьким органом.
- Верховенство актів, які видаються вищим представницьким органом країни.
- Державна влада розподілена на законодавчу, виконавчу і судову

## Класифікація
Існують три основних різновиди республіканської форми правління:
- президентська республіка;
- парламентська республіка;
- республіка змішаного типу.

У президентській республіці президент обирається непарламентським шляхом — прямими чи непрямими виборами населення (США, Аргентина, Мексика, Швейцарія, Іран, Ірак). Класичною президентською республікою вважають США. Глава держави (президент) особисто або з наступним схваленням верхньої палати парламенту формує склад уряду, яким керує сам. Уряд, як правило, несе відповідальність перед президентом, а не перед парламентом.
У парламентській республіці глава держави (президент) не може впливати на склад і політику уряду, який формується парламентом і підзвітний йому. Повноважень у президента менше, ніж у прем'єр-міністра. Тут здійснюється принцип верховенства парламенту, що обирається населенням країни. Президент обирається парламентом або ширшою колегією за участі парламенту (Італія, Греція, Індія, ФРН, Чехія, Угорщина)
Однією з сучасних форм державного правління є так звана змішана (парламентсько-президентська, або президентсько-парламентська) форма республіканського правління. Типовою ознакою такої форми правління є поєднання елементів президентської і парламентської республік, сильної президентської влади та ефективного контролю парламенту за діяльністю уряду. Уряд формується спільно президентом і парламентом, а та чи інша назва змішаної республіки визначається тим, у кого з них більше повноважень щодо формування та функціонування уряду. Президент має право голосувати на засіданнях уряду. Президент обирається позапарламентським шляхом. Класичним зразком змішаної республіканської форми правління є Франція за конституцією 1958 року, а також Австрія, Румунія, Польща, Фінляндія, Україна та ін..

### Роль президента в президентській і парламентській республіках
Для президентської республіки роль глави держави є досить значною. Вибір президента здійснюється незалежно від парламенту (прямим чи непрямим голосуванням). Президент поєднує повноваження глави держави і глави уряду. Парламент не може оголосити недовіру уряду або достроково припинити його повноваження. Пост прем'єр-міністра або відсутній, або відіграє допоміжно-координаційну роль (так званий «адміністративний» прем'єр у деяких країнах «третього світу»). Президент може використовувати право на видання виконавчих актів, ініціювати створення законів, використовувати право вето на прийняття законів, здатний відстоювати інтереси виконавчої влади.
Президент у парламентських республіках, зазвичай не має у своєму розпорядженні реальної виконавчої влади. Його повноваження, за винятком суто церемоніальних (представницьких), як правило узгоджуються з ініціативами уряду, створеного на парламентській основі.
У президентських республіках глава держави формує уряд за своїм розсудом, незалежно від розстановки сил у парламенті, а в парламентських республіках глава держави, як правило, призначає уряд, підтриманий парламентською більшістю. Пост прем'єр-міністра, як правило, автоматично займає лідер партії (блоку партій), яка отримала перемогу на виборах, члени уряду можуть бути одночасно і членами парламенту. Недовіра парламентом одному члену кабінету спричиняє відставку всього уряду. Уряд замість відставки має право на розпуск парламенту і призначення нових виборів. Функція глави держави відокремлена від функції глави уряду.
Президент у змішаній республіці є верховним головнокомандувачем, як у президентській республіці. Інші повноваження президента специфічні для кожної такої країни. Так президент не завжди може мати права законодавчої ініціативи, розпуску парламенту. Він може формувати уряд, який затверджується парламентом або погоджуватися з пропозиціями парламенту щодо складу уряду.

## Історія
У минулому форми республіки були дуже різноманітні, так що обійняти їх одним визначенням дуже важко. Тому, маючи на увазі республіки середньовіччя і більш ранніх епох, можна виділити кілька типів:

### Класична республіка

Мапа Римської республіки

Сучасні типи республік відрізняються від будь-яких, що існували в стародавньому світі. Тим не менш, устрій окремих суспільств з позицій теперішньої науки характеризується як республіканський. Це, перш за все, Афіни, Спарта і Римська республіка. Сучасні дослідники все ще ведуть суперечки щодо того, наскільки державний устрій цих країн відповідає республіканському
, але, в будь-якому разі, політична філософія республік класичної ери вплинула на уявлення про республіканство пізніших часів. Філософи і політичні діячі, такі як Ніколо Макіавеллі, Монтеск'є, Адамс і Джеймс Медісон, багато в чому спиралися на класичні римські і грецькі джерела, що описували різноманітні типи державного устрою. Найбільш важливими з них є «Політика» Арістотеля, «De re publica» Цицерона, праці Полібія.
З часом класичні республіки були завойовані імперіями або самі стали ними. Більшість грецьких республік були приєднані до Македонської Імперії Александром. Римська Республіка багатократно розширилась, завойовуючи інші країни, які також можна було вважати республіками, наприклад, Карфаген. З часом Римська Республіка перетворилася на Римську Імперію.

### Інші стародавні республіки
Термін «республіка» рідко використовується для більш давніх державних утворень, особливо за межами греко-римської зони впливу. Тим не менш, деякі з них мали форми управління, подібні до республіканських.
На Близькому Сході низка міст мала колективне управління. Арвад вважається найбільш раннім прикладом держави, в якій скоріше народ, ніж монарх, вважався верховною владою.
Державний устрій, що існував в Ізраїлі за часів описаної в Біблії Епохи Суддів, також, ймовірно, мав ознаки конфедерації і республіки.
У Африці Аксумське царство було організоване як конфедерація і мало республіканські ознаки.
В Індостані існувало багато прото-республік, відомих як Магаджанапада. Так називалися 16 держав, ймовірно, олігархічних республік, що існували з VI століття до н. е. і до IV століття нашої ери. Хоча деякі дослідники мають суперечки щодо державного устрію цих країн, тому що немає ні збережених зведень законів, ні робіт з політичної філософії того часу, проте релігійні тексти згадують про велику кількість країн, що мали органи влади подібні до парламентів (Gana-Sangha).

### Ісландська Вільна держава
Ісландська Вільна держава була заснована в 930 році виходцями з Норвегії, що втекли звідти після того, як королем став Гаральд I. Держава складалася з численних кланів, а найвищим органом влади був альтінг, куди кожен клан делегував представників. На відміну від більшості країн, у Ісландії не було офіційної посади голови країни. Варто відзначити, що альтінг і зараз є парламентом Ісландії.

### Торгові республіки
В Європі нові республіки виникли в пізньому середньовіччі, коли велика кількість малих держав обрали республіканську форму правління. Це, в основному, були невеликі, але заможні торгові республіки, такі як Італійські міста-держави, або Ганзейська Унія, в яких клас торговців став правлячим. Кнуд Хааконсен відмічав, що Європа в ті часи була поділена між великими державами, які контролювали монархи, яких, в свою чергу, контролювали комерсанти з республік.
По всій Європі у важливих центрах торгівлі з'являвся новий прошарок заможних людей. Незважаючи на те, що їх багатство не мало такого впливу у феодальній системі, в якій домінували великі латифундисти, вони почали активно лобіювати власні інтереси.
У більш централізованих країнах, таких як Франція чи Англія, торгові міста отримали лише деякі привілеї, тоді як у децентралізованій Священній Римській Імперії, 51 найбільше місто отримало статус вільних імперських міст. Ці міста, хоч і лишалися формально під протекторатом імперії, зосередили більшу частину влади на локальному рівні, і багато з них обрали республіканську форму правління. Такі ж права вибороли собі великі торгові міста Швейцарії. Розташовані в Альпах швейцарські містечка і села були, з географічних причин, відрізані від центральної влади. На відміну від Італії і Німеччини, більшість земель контролювалася не великими феодальними землевласниками, а незалежними фермерами, що запровадили комунальні форми правління. Коли Габсбурги спробували повернути собі контроль над Швейцарією, жителі і міст, і сіл повстали. Повстання було успішним, і невдовзі була проголошена Швейцарська конфедерація, яка досі існує і зберігає республіканську форму правління.
Італія була однією з найбільш густонаселених країн Європи, і при цьому мала дуже слабку центральну владу. Через це багато міст також отримали фактичну незалежність і впровадили общинні форми правління. Вільні від феодального контролю, італійські міста-держави розросталися і брали під контроль сільські райони.. Найбільш могутніми з них були Венеційська і Генуезька республіки. Обидві вони були великими портами, що мали достатньо військових сил, щоб контролювати великі території с ередземномор'я. Деякі письменники того часу вважали італійські республіки спадкоємницями Римської республіки і республік стародавньої Греції.
Два руські торговельні міста — Новгород і Псков — також мали республіканську форму правління у 12 і 13 столітті, аж допоки не були завойовані Московією наприкінці 15 століття.
Влада в усіх цих суспільствах в основному була зосереджена в руках обмеженної кількості сімей. Можливість брати участь у виборчому процесі (як право обирати, так і право бути обраним) обмежувалася майновим цензом або членством у гільдії. Через це більшість людей не мали ніяких політичних важелів, тому регулярно виникали повстання серед нижчих класів. Наприклад, впродовж пізднього середньовіччя, в містах Священної Римської Імперії було зафіксовано понад 200 таких повстань.

### Селянська республіка
У середньовіччі, деякі бідні, важкодоступні або буферні регіони, таких як Дітмаршен або Фризія було важко завоювати, і при цьому вони не приносили завойовникам багато податків чи ресурсів, тому з часом вони стали де-факто незалежними. За відсутності локальних еліт, керівництво у таких республіках здійснювалося суддями, що обиралися з місцевого населення.

### Шляхетська республіка
Державний устрій, типовим прикладом якого є Річ Посполита — монархія, у якій влада короля вкрай обмежена, а реальна влада зосереджена в руках спеціального органу, аристократичних зборів (у випадку Речі Посполитої — шляхетських сеймиків). Збори також обирають нового короля, коли помирає старий. Така країна не є республікою у сучасному розумінні, оскільки більшість населення усунено від політичного керівництва (аристократія є спадковою).

### Сучасна республіка
Сучасна республіка відмінна від республіки минулого.
Республіка минулих часів відмінна від поняття «республіка» нашого часу, тим що:
- всі республіки були побудовані на рабстві;
- тільки вільні громадяни мали політичні і навіть цивільні права;
- іноземці займали місце між рабами і вільними, вони перебували в досить приниженому становищі;
- особистість цілком поглиналася державою;
- навіть у найбільш вільних і демократичних республіках особиста свобода була надзвичайно обмежена, держави впливали на людську особистість і часом впливали надмірно;
- як член народних зборів, окрема людина була наділена владою, але сама по собі вона не користувався жодними невід'ємними правами.[21]

Сьогодні більшість країн світу є республіками. Республіка вважається багатьма сучасною формою влади і синонімом демократії, але історично було більше державних утворень з монархічною формою правління, де влада передається у спадок.
У більшості сучасних республік голова держави (в основному, президент) обирається загальним голосуванням громадян країни або всенародно обраним парламентом. Влада голови держави також обмежена залежно від Конституції — від досить солідних повноважень (США, Росія, Франція) до чисто церемоніально-представницьких функцій (Австрія, Німеччина, Італія).
На відміну від середньовічних республік, у багатьох сучасних демократичних державах обмежені не тільки термін повноважень президента, але й кількість термінів. Також обмежена, хоч і в різній мірі, влада голови держави. Право голосу в республіках мають всі громадяни країни. Для порівняння, у Венеційській республіці дож обирався довічно і не всіма громадянами, а також мав практично необмежені повноваження. Проте, і в наш час[коли?] в деяких країнах вибори не є загальними. У ПАР до 1990-х не мали права голосу темношкірі і мулати. В Естонії на 2017 рік близько 6 % визнані «негромадянами» і в Латвії близько 11 %, відповідно права голосу не має певна частина постійних мешканців.
У республіках відмінений інститут дворянства. Всі громадяни мають рівні права, проте, не всі постійні жителі, навіть народжені на території країн, мають громадянство.
У деяких республіках є довічні сенатори (Італія, Франція), але їхні місця не передаються у спадок.
Проте республіка не є синонімом демократії. У багатьох країнах, офіційно республіках, скасовуються вибори Президента або відбуваються на безальтернативній основі. У той же час в багатьох державах-монархіях активно діють демократичні інститути.
У даний час термін республіка, як і раніше, найчастіше означає систему правління, яка отримує свою владу від народу, а не на іншій основі, наприклад, престолонаслідування або божественного права. У більшості контекстів це поняття залишається основним визначенням республіки.
Республіка — найпоширеніша сьогодні форма державного правління. Монархія в деяких країнах — лише данина традиції.

## Альтернативний термін та поняття
На початку ХХ століття також досліджували цей термін, наприклад, за визначенням авторів оксфордського словника, поліархія — управління державою чи містом багатьма на противагу монархії. Цей термін у науку ввів американський політолог Р. Дал, але значення було набагато ширше: поліархія є типом громадянського суспільства.
Поліархія — це устрій держави, у якій саме суспільство формує систему органів влади (як законодавчих, так і виконавчих), а управління здійснюється за принципом розподілу влади та відповідної системи стримувань та противаг.
Ознаки поліархії:
- Керування державою здійснюється колективно діями певних керівних органів;
- керівництво державою здійснюється з трьох боків: законодавчого, виконавчого й судового;
- діє принцип змінюваності, тобто вищі органи державної влади обираються на певний строк, що дає змогу щось змінити;
- посадові особи мають юридичну відповідальність, такий розподіл компетенції дозволяє визначити, де саме відбувся збій у роботі державного механізму, отже, можна виявити, хто винен.[22]

## Річ Посполита
Назва держави Річ Посполита (пол. Rzeczpospolita) походить з латині від Res Publica, що перекладається, як Всенародна справа)
У польській мові слово Rzeczpospolita в значенні Республіка вживається до всіх польських держав з республіканською формою правління, та деяких історичних республік, як от Венеційська республіка — Rzeczpospolita Wenecka, у всіх інших випадках використовується слово Republika.
В українській мові у переважній більшості назва Річ Посполита вживається виключно до Речі Посполитої (1569—1795). Іноді назва Друга Річ Посполита вживається стосовно Польської Республіки (1918—1939), всі інші польські держави, що мають у своїй назві (пол. Rzeczpospolita) в українській мові звичайно звуться Республіками.
Історик Віталій Михайловський зауважує у свої праці «Наша Річ Посполита?», що ідея речі посполитої не є виключно польською. Михайловський вказує, Люблінська унія була не тільки унією «обох народів», але і унією, що об'єднала українські землі в одній державі. Поняття посполитих, як люду простого, закріпилося в українській мові. Михайловський у тій же статті нагадує, що хоч Річ Посполита не є актуальною в українському політичному дискурсі, але його дух постає у результатах виборів наче примара.